# Abhinav Kashyap
Abhinav Singh Kashyap (nascut el 6 de setembre de 1974) és un director de cinema i guionista indi, que inicialment va obtenir el reconeixement per dirigir i coescriure Dabangg (2010).

## Primera vida i educació
Kashyap va néixer a Obra (Uttar Pradesh) on el seu pare treballava per a Uttar Pradesh Power Corporation.
Va fer la seva escola primària a l'escola preparatòria de Hillgrange a Dehradun. És un antic alumne de The Scindia School, Gwalior i va completar la seva graduació en anglès Hons al Hansraj College, Universitat de Delhi el 1995.
És el germà petit del director Anurag Kashyap i Anubhuti Kashyap.

## Carrera
L'any 2000, va participar en l'escriptura del guió de la pel·lícula Jung. Va treballar com a assistent del cineasta Mani Ratnam per a la pel·lícula Yuva (2004). També va escriure diàlegs per a les pel·lícules Manorama Six Feet Under (2007) i 13B (2009). Va debutar com a director a la pel·lícula d'acció de 2010 Dabangg, que també va coescriure, juntament amb Dilip Shukla. L'actor de Bollywood Salman Khan i l'actriu debutant Sonakshi Sinha van interpretar els papers principals a la pel·lícula. Dabangg es va publicar el 10 de setembre de 2010. La seva segona pel·lícula Besharam es va estrenar el 2 d'octubre de 2013. Va ser un fracàs crític i comercial. També va treballar com a operador de boom al curtmetratge de 2012 anomenat The Photograph.

## Controvèrsia
El 15 de juny de 2020, Kashyap va publicar una declaració a Facebook sobre el suïcidi de l'actor Sushant Singh Rajput, demanant al govern de Maharashtra que iniciés una investigació detallada. Va acusar Salman Khan , els seus germans Arbaaz i Sohail i el pare Salim de sabotejar la seva carrera i assetjar-lo. En resposta, Arbaaz va dir que la família Khan ha iniciat accions legals contra Kashyap.
Quan se li va demanar a Salim que reaccionés a aquestes afirmacions, i va dir sarcàsticament que, per descomptat, li han arruïnat la carrera, Salim va dir que primer mira les seves pel·lícules i després va a parlar amb ell. Salim va dir a més que Abhinav probablement es va oblidar de prendre el seu pare, el nom de Rashid Khan juntament amb els seus avantpassats. Salim va concloure dient que Abhinav pot fer el que vulgui i que no perdrà el temps reaccionant a aquestes acusacions.

## Vida personal
Kashyap es va casar amb Chatura Rao del 1997 al 2017, tenen dues filles.
El 2015, Kashyap va estar relacionat amb l'actriu Simran Suri.

## Filmografia

### Cinema
| Any  | Títol                               | Director | Guionista | Actor | Paper(s) | Notes                                        |
| ---- | ----------------------------------- | -------- | --------- | ----- | -------- | -------------------------------------------- |
| 2000 | Jung                                |          | Sí        |       |          |                                              |
| 2003 | Paanch                              |          |           | Sí    | Salam    |                                              |
| 2004 | Yuva                                |          |           | Sí    | Trilok   | També director assistent                     |
| 2007 | Manorama Six Feet Under             |          | Diàlegs   |       |          |                                              |
| 2009 | 13B                                 |          | Diàlegs   |       |          | També supervisor creatiu                     |
| 2010 | Dabangg                             | Sí       | Sí        |       |          |                                              |
| 2012 | Photograph                          |          |           |       |          | Només operador de boom                       |
| 2013 | Besharam                            | Sí       | Sí        |       |          |                                              |
| 2016 | The Hatted Room                     |          |           |       |          | Curtmetratge; només editor                   |
| 2018 | Forsake                             |          |           |       |          | Curtmetratge; només director de fotografia   |
| 2019 | Wig                                 |          |           | Sí    | Vestuari | Curtmetratge; també dissenyador de producció |
| 2023 | Nikita Roy and The Book of Darkness |          |           |       |          | Només consultor creatiu                      |

### Televisió
| Any       | Títol                    | Notes                |
| --------- | ------------------------ | -------------------- |
| 1995      | Darr                     | Episodis desconeguts |
| 2001      | Ssshhhh...Koi Hai        | Episodi: "Mumkin"    |
| 2004-2005 | Siddhant                 | Episodis desconeguts |
| 2005      | Dil Kya Chahta Hai       | Episodis desconeguts |
| 2007      | Shakira: The End of Evil | Episodis desconeguts |